# Festival cinematografico internazionale di Mosca
Il Festival cinematografico internazionale di Mosca (MIFF) è un festival cinematografico che si svolge a Mosca dal 1935.
Dal 1959 al 1999 la rassegna si svolse ogni due anni a luglio, per garantire l'alternanza con il Festival del Cinema di Karlovy Vary, l'altra grande kermesse nell'area dell'allora blocco sovietico. Il Festival divenne annuale dal 1999. Tra gli altri premi viene assegnato il San Giorgio d'Argento al Miglior Regista e il Premio Stanislavskij alla carriera.

## Gran Premio
| Anno | Film                                                                     | Regista                          | Nazione          |
| ---- | ------------------------------------------------------------------------ | -------------------------------- | ---------------- |
| 1959 | Il destino di un uomo (Sud'ba čeloveka)                                  | Sergej Bondarčuk                 | Unione Sovietica |
| 1961 | Cieli puliti (Čistoe nebo)                                               | Grigorij Čuchraj                 | Unione Sovietica |
| 1961 | L'isola nuda (Hadaka no shima)                                           | Kaneto Shindō                    | Giappone         |
| 1963 | 8½                                                                       | Federico Fellini                 | Italia           |
| 1965 | Venti ore (Húsz óra)                                                     | Zoltán Fábri                     | Ungheria         |
| 1965 | Natascia - L'incendio di Mosca (Vojna i mir)                             | Sergej Bondarčuk                 | Unione Sovietica |
| 1967 | Il padre (Apa)                                                           | István Szabó                     | Ungheria         |
| 1967 | Il giornalista (Žurnalist)                                               | Sergej Gerasimov                 | Unione Sovietica |
| 1969 | Vivremo fino a lunedì (Doživëm do ponedel'nika)                          | Stanislav Rostockij              | Unione Sovietica |
| 1969 | Lucía                                                                    | Humberto Solás                   | Cuba             |
| 1969 | Serafino                                                                 | Pietro Germi                     | Italia           |
| 1971 | Belaja ptica s čërnoj otmetinoj                                          | Jurij Illjenko                   | Unione Sovietica |
| 1971 | Confessione di un commissario di polizia al procuratore della repubblica | Damiano Damiani                  | Italia           |
| 1971 | Vivi oggi, muori domani (Hadaka No Jūkyūsai)                             | Kaneto Shindō                    | Giappone         |
| 1973 | Eto Sladkoe Slovo: Svoboda                                               | Vytautas Žalakevičius            | Unione Sovietica |
| 1973 | Obič                                                                     | Ljudmil Stajkov                  | Bulgaria         |
| 1973 | I duri di Oklahoma (Oklahoma Crude)                                      | Stanley Kramer                   | Stati Uniti      |
| 1975 | C'eravamo tanto amati                                                    | Ettore Scola                     | Italia           |
| 1975 | Dersu Uzala - Il piccolo uomo delle grandi pianure (Dersu Uzala)         | Akira Kurosawa                   | Unione Sovietica |
| 1975 | La terra della grande promessa (Ziemia obiecana)                         | Andrzej Wajda                    | Polonia          |
| 1977 | Il quinto sigillo (Az ötödik pecsét)                                     | Zoltán Fábri                     | Ungheria         |
| 1977 | Mimino                                                                   | Georgij Danelija                 | Unione Sovietica |
| 1977 | Il ponte (El puente)                                                     | Juan Antonio Bardem              | Spagna           |
| 1979 | Il cineamatore (Amator)                                                  | Krzysztof Kieślowski             | Polonia          |
| 1979 | Cristo si è fermato a Eboli                                              | Francesco Rosi                   | Italia           |
| 1979 | Sette giorni di gennaio (Siete días de enero)                            | Juan Antonio Bardem              | Spagna           |
| 1981 | O homem que virou suco                                                   | João Batista de Andrade          | Brasile          |
| 1981 | Nido di spie (Teheran 43)                                                | Aleksandr Alov e Vladimir Naumov | Unione Sovietica |
| 1981 | Il campo abbandonato (Canh dong hoang)                                   | Nguyen Hong Sen                  | Vietnam          |
| 1983 | Alsino e il condor (Alsino y el condor)                                  | Miguel Littín                    | Nicaragua        |
| 1983 | Amok                                                                     | Souhel Ben Barka                 | Marocco          |
| 1983 | Vassa                                                                    | Gleb Panfilov                    | Unione Sovietica |
| 1985 | Storia di un soldato (A Soldier's Story)                                 | Norman Jewison                   | Stati Uniti      |
| 1985 | La discesa dei nove (I Kathodos ton 9)                                   | Christos Siopahas                | Grecia           |
| 1985 | Va' e vedi (Idi i smotri)                                                | Elem Klimov                      | Unione Sovietica |
| 1987 | Intervista                                                               | Federico Fellini                 | Italia           |

## San Giorgio d'Oro (1989-2003)
| Anno | Film | Regista                  | Nazione               |
| ---- | --- | ------------------------ | --------------------- |
| 1989 | Ladri di saponette                                                                                            | Maurizio Nichetti        | Italia                |
| 1991 | Pegij pes, beguščij kraem morja                                                                               | Karen Gevorkyan          | Unione Sovietica      |
| 1993 | Moi Ivan, toi Abraham                                                                                         | Yolande Zauberman        | Francia / Bielorussia |
| 1995 | Premio non assegnato                                                                                          |                          |                       |
| 1997 | La stanza di Marvin (Marvin's Room)                                                                           | Jerry Zaks               | Stati Uniti           |
| 1999 | Ikitai | Kaneto Shindō            | Giappone              |
| 2000 | La vita come malattia fatale sessualmente trasmessa (Życie jako śmiertelna choroba przenoszona drogą płciową) | Krzysztof Zanussi        | Polonia               |
| 2001 | The Believer                                                                                                  | Henry Bean               | Stati Uniti           |
| 2002 | Resurrezione                                                                                                  | Paolo e Vittorio Taviani | Italia                |
| 2003 | La fine di un mistero (La luz prodigiosa)                                                                     | Miguel Hermoso           | Spagna                |

## Giorgio d'Oro (2004-)
| Anno | Film                                                           | Regista            | Nazione     |
| ---- | -------------------------------------------------------------- | ------------------ | ----------- |
| 2004 | Svoi                                                           | Dmitrij Meschiev   | Russia      |
| 2005 | Kosmos kak predčuvstvie                                        | Aleksej Učitel'    | Russia      |
| 2006 | Om Sara                                                        | Othman Karim       | Svezia      |
| 2007 | In viaggio con gli animali (Putešestvie s domašnimi životnymi) | Vera Storoževa     | Russia      |
| 2008 | Così semplice (Be hamin sadegi)                                | Reza Mirkarimi     | Iran        |
| 2009 | Petja po doroge v Carstvie Nebesnoe                            | Nikolaj Dostal'    | Russia      |
| 2010 | Hermano                                                        | Marcel Rasquin     | Venezuela   |
| 2011 | Las olas                                                       | Alberto Morais     | Spagna      |
| 2012 | Junkhearts                                                     | Tinge Krishnan     | Regno Unito |
| 2013 | Zerre                                                          | Erdem Tepegöz      | Turchia     |
| 2014 | Watashi no otoko                                               | Kazuyoshi Kumakiri | Giappone    |
| 2015 | Karăci                                                         | Ivajlo Hristov     | Bulgaria    |
| 2016 | Dokhtar                                                        | Reza Mirkarimi     | Iran        |
| 2017 | Yuan Shang                                                     | Liang Qiao         | Cina        |
| 2018 | The Lord Eagle                                                 | Ėduard Novikov     | Russia      |
| 2019 | The Secret of a Leader                                         | Farhat Sharipov    | Kazakistan  |